# Rock the Nations
Rock the Nations is het achtste album van de Britse band Saxon, uitgebracht in 1986 door Capitol Records. Opnieuw een wisseling in de bezetting: bassist Steve Dawson werd vervangen door Paul Johnson.

## Nummers
1. Rock the Nations – 4:40
2. Battle Cry – 5:26
3. Waiting for the Night – 4:51
4. We Came Here to Rock – 4:18
5. You Ain't No Angel – 5:28
6. Running Hot – 3:35
7. Party 'til You Puke – 3:25
8. Empty Promises – 4:09
9. Northern Lady – 4:42

## Bezetting
- Biff Byford - zang
- Graham Oliver - gitaar
- Paul Quinn - gitaar
- Paul Johnson - basgitaar
- Nigel Glockler - drums